# Bismarckbraun Y
Bismarckbraun Y oder Vesuvin ist ein Farbstoff aus der Reihe der kationischen Azofarbstoffe. Benannt wurde der Farbstoff nach Otto von Bismarck, dem Reichsgründer und ersten Kanzler des Deutschen Reichs. Entdeckt wurde es 1863 von Carl Alexander von Martius als der erste Bisazofarbstoff. Die übliche Handelsform ist das Dihydrochlorid.

## Herstellung
Die Synthese von Bismarckbraun Y erfolgt durch Diazotierung und Azokupplung von m-Phenylendiamin in einer Eintopfreaktion.

## Eigenschaften
Bismarckbraun Y hat ein Absorptionsmaximum bei 463 nm in Wasser. Es ist zu 1–5 % (g/v) in Wasser, 1–3 % (g/v) in Ethanol und zu 7 % (g/v) in Ethylenglycol löslich. Sein pKs-Wert liegt bei 5. 

## Verwendung
Bismarckbraun findet in der Leder-, Papier- und Holzfärberei sowie zur Synthese von Polyazofarbstoffen Verwendung. Darüber hinaus wird es in der Botanik zur Anfärbung von pflanzlichen Zellwänden und in der Mikrobiologie zum Färben von Bakterien in einer modifizierten Gram-Färbung eingesetzt.
Robert Koch konnte mit Bismarckbraun die Tuberkelbazillen nachweisen.

## Ähnliche Farbstoffe
- Bismarckbraun R (C.I. Basic Brown 4)[4] erhält man durch eine Azokupplung unter Verwendung von 2,4-Diaminotoluol als Diazo- und Kupplungskomponente. Es hat eine rötere Farbnuancierung im Vergleich zu Bismarckbraun Y, hat aber sonst gleiche Färbeeigenschaften. Es wurde auch bei Acrylamidgelen verwendet, um die Anfärbung von Proteinen zu optimieren.
- Bismarckbraun G ist ein Farbstoffgemisch, das neben Bismarckbraun Y einen Monoazofarbstoff enthält, der entsteht, wenn einfach diazotiertes m-Phenylendiamin auf sich selbst kuppelt.[5]

Bismarckbraun R, C.I. 21010
Bismarckbraun G; PubChem 24181122